# Quarto d'Altino
Pour les articles homonymes, voir Altino (homonymie).
Quarto d'Altino est une commune de la ville métropolitaine de Venise dans la région Vénétie en Italie.

## Géographie
Le territoire est traversé par la dernière partie du fleuve Sile, qui se jette dans la lagune de Venise à Portegrandi (l'un des hameaux de Quarto d'Altino). Certaines parties du village donnent sur la lagune : il s'agit d'un territoire autrefois essentiellement marécageux qui a été complètement assaini au cours du XIXe siècle et du XXe siècle.

## Histoire
L'histoire de Quarto d'Altino est tout à fait liée à celle d'Altinum, l'ancienne ville romaine située au sud de l'agglomération actuelle.
En 452 apr. J.-C., Attila la détruit complètement et l'endroit est abandonné. Pendant le Moyen Âge, c'est une "carrière" qui permet de récupérer des matériaux de construction parmi les ruines de l'ancienne ville.
Ce fut seulement au XVe siècle que la Sérénissime s'intéresse à cet endroit et le fait partiellement assainir. Elle y installe un petit bourg rural nommé San Michele. Plus tard, "del Quarto" est ajouté au nom du village : il se trouve à quatre mille romains de l'ancienne ville d'Altinum. Le village fait partie de la paroisse de Torcello.
Après la chute de Venise (1797), sont créées les communes de San Michele del Quarto et de Trepalade (ce dernier est absorbé par le premier au moment de la création du royaume de Lombardie Vénétie).
Jusqu'en 1946, ce village s'appelait San Michele del Quarto. Depuis cette date, la commune s'appelle Quarto d'Altino, et il ne reste qu'un hameau qui porte le nom de San Michele Vecchio.

## Transports
Quarto d'Altino possède une gare (ligne Trieste-Venise). Pour relier Quarto d'Altino à Venise, 25 minutes environ sont nécessaires.
Arrêts de bus (départs pour Marcon, Mogliano, Mestre, Trévise, Jesolo).

## Culture
Le musée archéologique d'Altino est fondé en 1960. On y trouve beaucoup de pièces archéologiques provenant surtout de la nécropole. Hors du musée il y a la zone des fouilles, où les vestiges des rues et des édifices romains sont visibles.
L'église de Quarto d'Altino, dédiée à l'Archange Saint Michel, a été édifiée en 1852.
Parc naturel du fleuve Sile. 

## Administration
| Période | Période  | Identité          | Étiquette     | Qualité |
| ------- | -------- | ----------------- | ------------- | ------- |
| 2006    | 2011     | Loredano Marcassa | Centre gauche |         |
| 2011    | 2016     | Silvia Conte      | Centre gauche |         |
| 2016    | En cours | Claudio Grosso    | Centre droit  |         |

### Hameaux
Portegrandi, Trepalade, Altino, Crete, Trezze, San Michele Vecchio

### Communes limitrophes
Casale sul Sile, Marcon, Meolo, Mogliano Veneto, Musile di Piave, Roncade, Venise